# 湖北龙感湖工业园区
湖北龙感湖工业园区是中华人民共和国湖北省黄冈市黄梅县下辖的一个类似乡级单位。

## 行政区划
湖北龙感湖工业园区下辖以下村级行政区划单位：
湖北龙感湖工业园区虚拟社区。